# Enveitg
Enveitg (kat. Enveig) – miejscowość i gmina we Francji, w regionie Oksytania, w departamencie Pireneje Wschodnie.
Według danych na rok 1990 gminę zamieszkiwało 545 osób, a gęstość zaludnienia wynosiła 18 osób/km² (wśród 1545 gmin Langwedocji-Roussillon Enveitg plasuje się na 495. miejscu pod względem liczby ludności, natomiast pod względem powierzchni na miejscu 182.).

## Zabytki
Zabytki na terenie gminy posiadające status monument historique:
- dolmen Brangolí
- kościół św. Saturnina (Église Saint-Saturnin d'Enveitg)
- grawerowana skała Garreta (Rocher gravé Garreta)

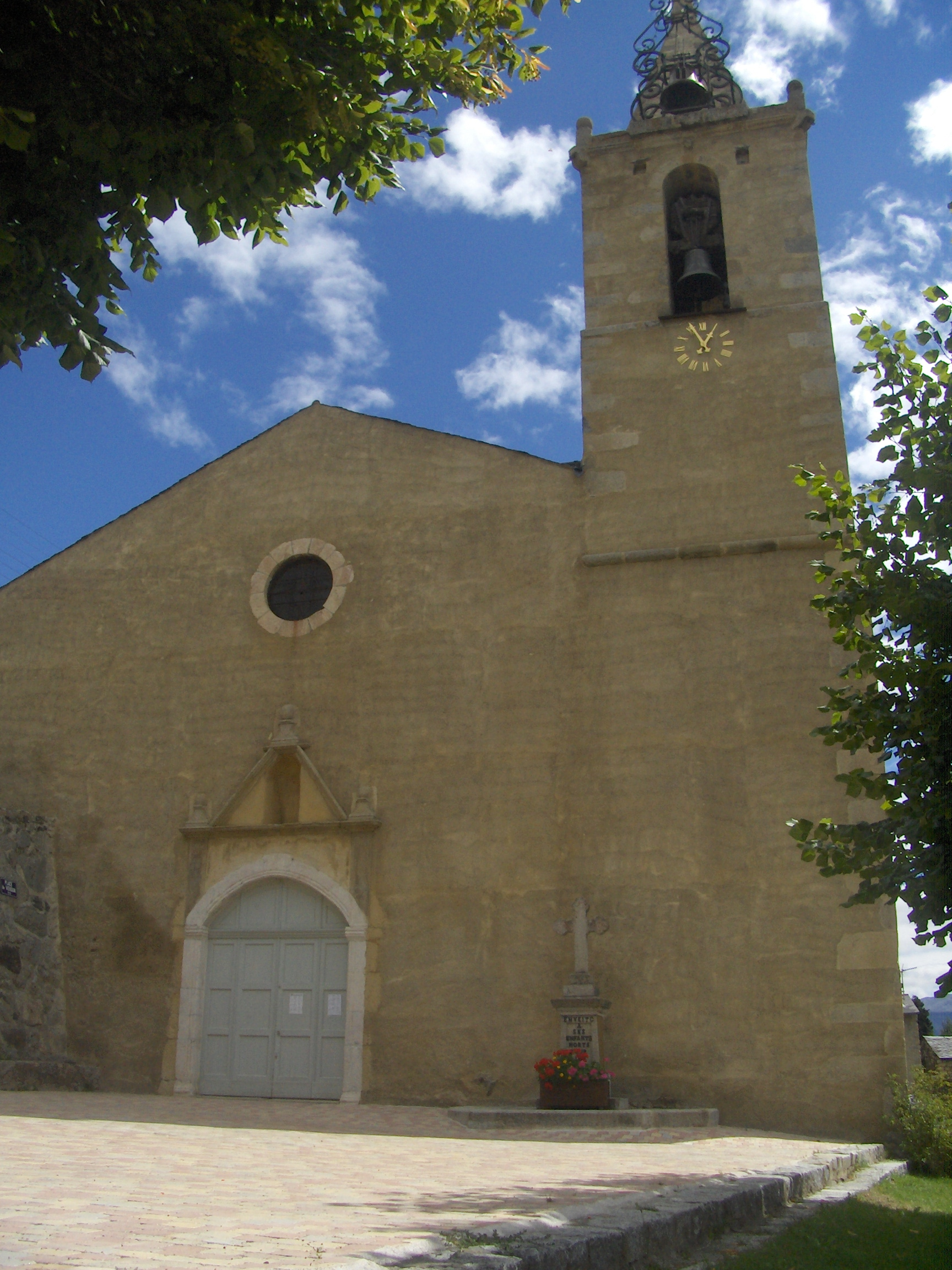
Kościół św. Saturnina w Enveitg, 2007

## Populacja

Populacja Enveitg w latach 1962–2008